# Hanna Mina
Hanna Mina (arabisch حنا مينة; * 9. März 1924 in Latakia; † 21. August 2018) war ein syrischer Schriftsteller und Kulturjournalist. Als Vertreter der syrischen Literatur der 50er und 60er Jahre, der sich mit den sozialen und politischen Problemen auseinandersetzte, war Mina einer der bekanntesten syrischen Romanautoren dieser Zeit. 

## Leben
Mina wurde in der Hafenstadt Latakia geboren und wuchs in ärmlichen Verhältnissen auf. Nach der Grundschulzeit arbeitete er als Lastträger im Hafen und später als Friseur. In den 1940er Jahren begann Mina zu schreiben, zog nach Damaskus und arbeitete als Journalist. 1954 erschien sein erster Roman Die blauen Lampen. Neben seiner Autorentätigkeit war Mina mehrere Jahre als Beamter im syrischen Kulturministerium tätig.
Sein Werk umfasst mehrere Erzählsammlungen und zahlreiche Romane, darunter der autobiografische Roman Fragments of Memory: A Story of a Syrian Family. Auf Deutsch sind zwei seiner Sammlungen mit Kurzgeschichten erschienen. Hanna Mina war Ehrengast der Arabischen Liga auf der Frankfurter Buchmesse 2004.

## Werke (Auswahl)
- Die blauen Lampen (1954, Arabisch)
- Bilderreste (1994), aus dem Arabischen von Angela Tschorsnig, Lenos Verlag, Basel, ISBN 3-85787-225-X
- Sonne an bewölktem Tag (2003), aus dem Arabischen von Regina Karachouli, Lenos Verlag, Basel, ISBN 3-85787-337-X
- Fragments of Memory: A Story of a Syrian Family. (2004). Northampton Mass: Interlink Books, ISBN 1566565472 (englisch)